# BDSM

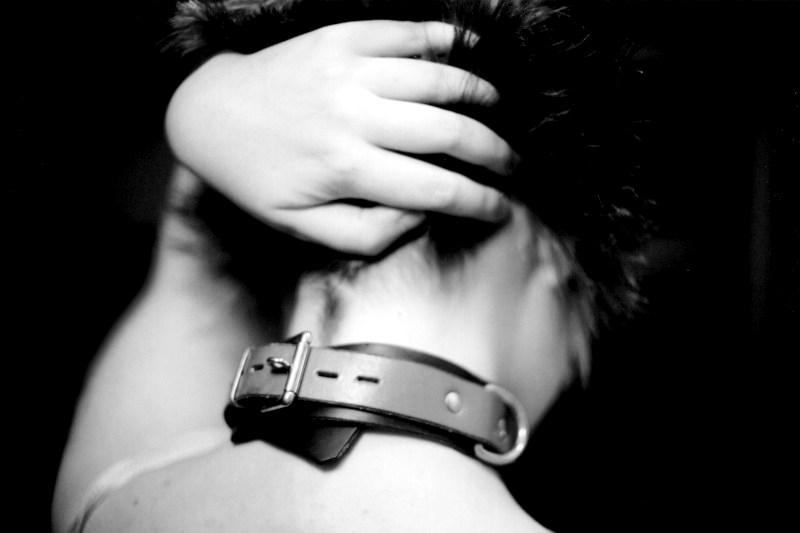
Collar de BDSM

Un diagrama que mostra els components de l'acrònim BDSM superposat.

BDSM és la denominació usualment emprada per a designar una sèrie de pràctiques i aficions sexuals relacionades entre si i vinculades al que es denomina sexualitat extrema convencional.
El terme s'empra sovint, de manera equivocada, com a sinònim de sadomasoquisme. En realitat, és una sigla que descriu pràctiques de sexualitat no convencional, i que dona nom al que avui dia és considerat una subcultura específica. El BDSM es troba estretament associat a la subcultura leather. L'acrònim està format per les inicials d'algunes d'aquestes pràctiques:
- Bondage: B.
- Disciplina (D): qualsevol activitat en què una persona entrena a una altra per actuar o comportar-se d'una manera determinada, sovint aplicant codis de conducta rígids o infligint càstigs per no comportar-se de la manera prescrita.
- Dominació i submissió (D&S): dominació és l'acte o efecte d'exercir la dominació sobre una persona en un entorn consensuat entre adults. Qui exerceix la dominació sol ser anomenat dominant, quan té aquesta sensació com a pròpia. També s'usen els termes top, dom, màster (masculí), amo/a, senyor/a, lady (femení) i, menys sovint, el terme misstress o dómina, que sol tenir major vigència en la dita dominació femenina i, especialment, en la de tipus professional.[1] Submissió és l'acció d'acceptar la dominació per part d'una persona dominant. La persona que és dominada sol ser anomenada submisa o esclava, segons el grau d'implicació en la relació BDSM.[2]
- Sadomasoquisme: S&M.

## Generalitats
Hi ha moltes pràctiques dins de la subcultura del BDSM, entre aquestes el fetitxisme dels talons, o de la roba de cuir, així com els jocs de rol⁣⁣, en què cada part assumeix un paper dins d'una relació de poder, com ara la de mestre/a-alumne/a, doctor/a-pacient, dida-infant, jocs d'entrenament de mascota o animal de granja, entre molts altres.
Totes les activitats emmarcades en el BDSM tenen un element comú: els participants construeixen, de manera voluntària i partint d'una situació de consens, una realitat paral·lela en què acompleixen amb una fantasia o anhel que, segons la pràctica que hi predomini, estarà marcada per un traspàs de poders o Erotic Power Exchange (EPE o Intercanvi Eròtic de Poder), en què una part exerceix el rol dominant o actiu, i una altra el submís o passiu. Tot i que l'EPE es dona en la majoria de relacions dins la subcultura BDSM, no és un element sine qua non.
Algunes de les pràctiques que engloba el terme, com ara la humiliació eròtica, el dolor, la submissió, entre d'altres, no es poden entendre al marge de la seva implicació en una específica forma de plaer mutu, sense la qual les citades pràctiques s'associarien amb sensacions desagradables. Durant una sessió (temps en què es practica aquest intercanvi de poder), els participants acorden determinades regles per a garantir que les pràctiques es fan en un entorn de consens i lliure voluntat (conegut amb les sigles SSC, és a dir, Sensat, que es tradueix erròniament per 'sa', directament del "sane" anglès, que no vol dir això, Segur i Consensuat; l'aplicació de l'SSC és un tema que genera forts debats dins de la comunitat BDSM internacional). Les pràctiques BDSM es poden dur a terme tant en l'entorn públic, en clubs i locals habilitats a tal efecte, com en la intimitat de la parella. És comú que la parella o company/a de jocs no sigui la parella sentimental d'una persona, així com que tampoc sigui una parella estable per a aquests intercanvis.
El 1996 amb l'aparició de l'IRC (IRC-Hispano) i les aplicacions per xatejar en línia, es passa d'un BDSM viscut de manera privada o en locals d'intercanvi a tenir la facilitat d'escriure's entre persones que ja poden trobar-se en locals públics per parlar sense inhibicions d'aquests temes; el primer canal que apareix és #BDSM.
El 1999 s'adopta el terme dominació professional per fer referència a les pràctiques consensuades mediades amb retribució econòmica (generalment n'és la part submisa la que paga pels "serveis" de la dominant); aquestes pràctiques (sessions, internaments i altres) són considerades per part de la comunitat BDSM com una nova forma de prostitució (anomenada FEmdom quan la part dominant és una dona i Maledom quan n'és un home). Com a tals presumptes pràctiques de prostitució, s'anuncien en pàgines web, blocs d'internet, revistes de contactes i semblants. En la major part d'aquestes transaccions econòmiques es posa de requisit la no-existència del coit o sexe explícit per poder accedir als serveis eròtics prestats.

## Dia Internacional
El Dia Internacional del BDSM és una iniciativa privada de diverses entitats i persones dins de la comunitat BDSM de diferents estats. En aquesta jornada es pretén mostrar l'orgull de les persones que componen la comunitat, vers la seva sexualitat. Aquesta celebració té lloc el 24 de juliol.
La tria d'aquest dia va néixer com una iniciativa privada de diversos propietaris de clubs d'oci i d'altres figures destacades en la comunitat BDSM europea. En concret, fou el 2003 a Barcelona on se'n celebrà per primer cop, per l'impuls donat pel propietari del Club Social Rosas5. S'escollí el 24 de juliol per la seva similitud amb l'acrònim 24/7, que fa referència a les relacions D que es duen a terme 24 hores al dia, 7 dies a la setmana (pràctica que se suposa el nivell màxim d'activitat possible, per ocupació del temps total de la vida d'una persona, dins del BDSM).
Si bé el seguiment d'aquesta festivitat començà per l'estat espanyol, va fer el salt en poc temps a altres estats de Sud-amèrica, i posteriorment a altres estats d'Europa i Amèrica del Nord. Alguns dels països que celebren aquesta diada són Alemanya, l'Argentina, el Canadà, Espanya, Mèxic i el Regne Unit. Aquesta diada també se celebra als Països Catalans.